# Années 1050 av. J.-C.
Les années 1050 av. J.-C. couvrent les années de 1059 av. J.-C. à 1050 av. J.-C.

## Événements

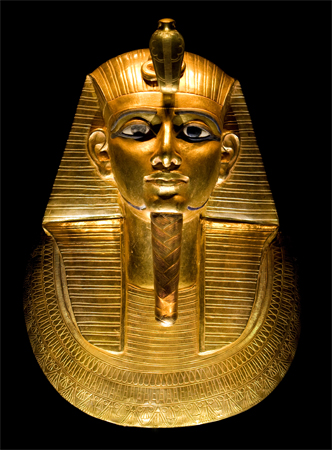
Masque funéraire de Psousennès Ier

- Vers 1054-1051 av. J.-C.[1] : règne de Samsi-Adad IV, roi d’Assyrie ; fils d’Assur-bel-kala venu de Babylone, il renverse Eriba-Adad II avec l’aide des Araméens[2].
- 1054 av. J.-C. : à la mort de Smendès, le pouvoir en Égypte est partagé entre deux corégents, Amenemnesout « Amon est le roi », qui règne 4 ans, et Psousennès Ier[3] qui règne jusqu’en 1009 av. J.-C.[4]. D’origine thébaine, il succède à son père Smendès et règne sur le delta. Il consolide les liens avec le clergé d’Amon en mariant sa fille Isetemkheb II au fils de Pinedjem Ier, Menkhéperrê[3]. L’unité de l’Égypte est un moment rétablie par Pinedjem Ier, mais son fils Menkhéperrê, nommé grand prêtre d'Amon, fait sécession. À la mort de Pinedjem Ier, ses successeurs légitimes règnent à Tanis tandis qu’à Thèbes les descendants de Menkhéperrê détiennent le pouvoir sans toutefois prendre le titre de roi. Sous le règne de Psousennès Ier, Tanis dans le delta connait la prospérité. La ville puise largement pour son développement dans les réemplois de matériaux de Pi-Ramsès. Les courants d’échanges reprennent avec l’Orient, notamment avec la Palestine. Psousennès Ier rompt avec la tradition ramesside de maintenir la nécropole royale à Thèbes et préfère la sécurité de la proximité de Tanis. Sa tombe révèle l’abondance des métaux précieux dont dispose le pouvoir royal : or et argent sont utilisés pour sarcophages, masques funéraires, bijoux et vaisselle précieuse. Ils attestent d’un redémarrage très net des approvisionnements et aussi du développement de la métallurgie du bronze[5].
- Vers 1050 av. J.-C. : début du peuplement grec des côtes d'Asie Mineure et de Chypre. Des colons grecs quittent leur cité d'origine pour en fonder de nouvelles, fuyant les querelles intestines au monde grec. Ils s'installent sur la façade occidentale de l'Anatolie où trois foyers de peuplement grec naissent (l'Ionie, l'Éolide et la Doride où des cités comme Milet, Éphèse ou Cymé sont fondées) et à Chypre, où sont fondées dix cités, dont les plus célèbres sont Ledra, Salamine de Chypre et Paphos.